# Kolikent, Aralık
Kolikent là một xã thuộc huyện Aralık, tỉnh Iğdır, Thổ Nhĩ Kỳ. Dân số thời điểm năm 2011 là 667 người.